# PEX13
PEX13‏ (Peroxisomal biogenesis factor 13) هوَ بروتين يُشَفر بواسطة جين PEX13 في الإنسان.